# Sutekh
Sutekh, pseudonimo di Seth Joshua Horvitz (1973), è un musicista statunitense.

## Biografia
Horvitz nacque nel 1973 e crebbe nel quartiere di Venice a Los Angeles. Nel 1995 conseguì una laurea in scienze cognitive presso l'Università della California - Berkeley. Pubblicò i suoi primi album con l'alias Sutekh nei primi anni duemila. Nel 2010 conseguì un master in musica elettronica e supporti di registrazione presso il Mills College (2010).

## Discografia
- 2000 – Periods.Make.Sense.
- 2000 – Deadpan Escapement: Reconstructed (con Twerk)
- 2002 – Incest Live
- 2002 – Fell
- 2010 – On Bach